# Theron Mountains
Theron Mountains är ett berg i Antarktis. Det ligger i Östantarktis. Argentina och Storbritannien gör anspråk på området. Toppen på Theron Mountains är 1 175 meter över havet.
Terrängen runt Theron Mountains är huvudsakligen kuperad, men åt nordväst är den platt. Theron Mountains är den högsta punkten i trakten. Trakten är obefolkad. Det finns inga samhällen i närheten.